# Fercé
Fercé település Franciaországban, Loire-Atlantique megyében. Lakosainak száma 502 fő (2022. január 1.). Fercé Martigné-Ferchaud, Thourie, Noyal-sur-Brutz, Rougé és Soulvache községekkel határos.

## Népesség
A település népességének változása:
| Lakosok száma | 545  | 459  | 499  | 485  | 500  | 493  | 474  | 472  | 472  | 502  |
|               | 1968 | 1982 | 1990 | 2006 | 2013 | 2015 | 2017 | 2019 | 2020 | 2022 |